# 移動体通信ネットワーク
移動体通信ネットワーク（いどうたいつうしんネットワーク、mobile communication network）とは、移動体通信を行うための電気通信網である。

## 概要
衛星電話、衛星回線利用サービスを除き、基地局相互間や非移動通信先などには有線通信を行い、基地局と移動局間に無線通信を使用する。
携帯電話・PHS（接続型《独自型》）・衛星電話等においては独自の電話網を構成し、公衆交換電話網と相互接続している。なお、PHS（活用型《依存型》）はISDN方式の公衆交換電話網に依存している。

## コアネットワーク
コアネットワーク（Core Network）は、基地局相互・他の移動体通信網・固定通信網との接続を行うネットワークである。
1990年代よりVoA (Voice over Asynchronous Transfer Mode) が使用されるようになった。また、2000年代に入りコスト低減のため移動体データ通信網のIP over ATMから完全Internet Protocol化と共に、VoIP化が徐々に進行している。→PHSも参照のこと。
固定通信網からの発信の場合、電話番号で移動体関門交換機を選択し接続する。また、音声圧縮方式の変換や無音圧縮が移動通信網側の関門交換機で行われる。

## 位置登録
ホームメモリは、移動局の位置情報・課金情報など全加入者データを管理している。
端末の電源投入時に、基地局にアクセスして位置登録を行う。また、位置登録エリアを跨ぐときは、位置情報の更新を行う。通話中に基地局のサービスエリアを跨ぐときには、ハンドオーバー処理を行う。また、端末のGPS受信機や無線LANアクセス機能を利用して、より精密な位置情報を得て各種付加サービスを行うものも存在する。

## 無線制御
無線制御ネットワーク（Radio Access Network）は、移動端末（Mobile Station）と通信する基地局（Node）と、無線ネットワーク制御装置（Radio Network Controller）とで構成される。

## 国際標準
端末が国境を越えて移動するため、国際標準化が必須である。